# Jean-Marie Grezet
Jean-Marie Grezet (Le Locle, 16 gennaio 1959) è un ex ciclista su strada svizzero, professionista dal 1981 al 1987.
Prese parte a cinque edizioni consecutive dei campionati del mondo su strada.

## Carriera
Corridore solido, anche se non vincente, conseguì significativi piazzamenti sia nelle grandi classiche che nelle corse in linea del panorama ciclistico europeo, soprattutto italiane e francesi.
Anche nelle brevi corse a tappe riuscì a mettere in fila buone prestazioni. Nel 1983 colse tre importanti podi al Tour de Suisse, alla Parigi-Nizza e al Critérium International, mentre nel 1984 fu secondo al Tour de Romandie e nel 1986 terzo al Tour Méditerranéen.
Abile cronoman, prese parte a numerose edizioni sia del Grand Prix des Nations che del Trofeo Baracchi, piazzandosi spesso nei primi dieci della classifica.

## Palmarès
- 1977 (Juniores)

Campionati svizzeri, Prova in linea Juniores
- 1979 (Dilettanti)

Grand Prix Lausanne
Grand Prix de Suisse de la Route
Grand Prix de Lancy
- 1980 (Dilettanti)

Grand Prix de Lancy
Campionati svizzeri, Corsa in salita
Grand Prix Lausanne
8ª tappa Grand Prix Tell (Steinhausen > Ibergeregg, cronometro)
- 1981 (Dilettanti/Cilo)

Chur-Arosa (Corsa in salita)
Criterium di Cornaux
Grand Prix du Littoral
Grand Prix Lausanne
- 1983 (Sem, tre vittorie)

3ª tappa, 2ª semitappa Tour du Sud-Est (Tavel > Tavel)
Classifica generale Tour du Sud-Est
2ª tappa Tour du Limousin (Tulle > Brive-la-Gaillarde)
- 1984 (Skil, una vittoria)

5ª tappa, 2ª semitappa Tour de Romandie (Saint-Imier > Saint-Imier, cronometro)

### Altri successi
- 1982 (Cilo)

Campionati svizzeri, Corsa in salita
Sierre-Loye (Corsa in salita)
Grand Prix de Fribourg
- 1983 (Sem)

Criterium de La Chaux-de-Fonds
- 1984 (Skil)

Martigny-Mauvoisin (Corsa in salita)
- 1985 (Skil)

Championnat du Neuchâtelois (con il VC Edelweiss du Locle)

## Piazzamenti

### Grandi Giri
- Giro d'Italia

1986: ritirato (6ª tappa)
- Tour de France

1982: non partito (Prologo)
1983: fuori tempo massimo (14ª tappa)
1984: 13º

### Classiche monumento
- Milano-Sanremo

1983: 55º
1985: 119º
- Parigi-Roubaix

1984: 31º
- Liegi-Bastogne-Liegi

1982: 8º
1983: 23º
1984: 21º
1985: 64º
- Giro di Lombardia

1981: 4º
1982: 7º
1983: 27º
1985: 28º

### Competizioni mondiali
- Campionati del mondo

Praga 1981 - In linea: 49º
Goodwood 1982 - In linea: ritirato
Altenrhein 1983 - In linea: 18º
Barcellona 1984 - In linea: ritirato
Giavera del Montello 1985 - In linea: ritirato